# Ulrich Eggers

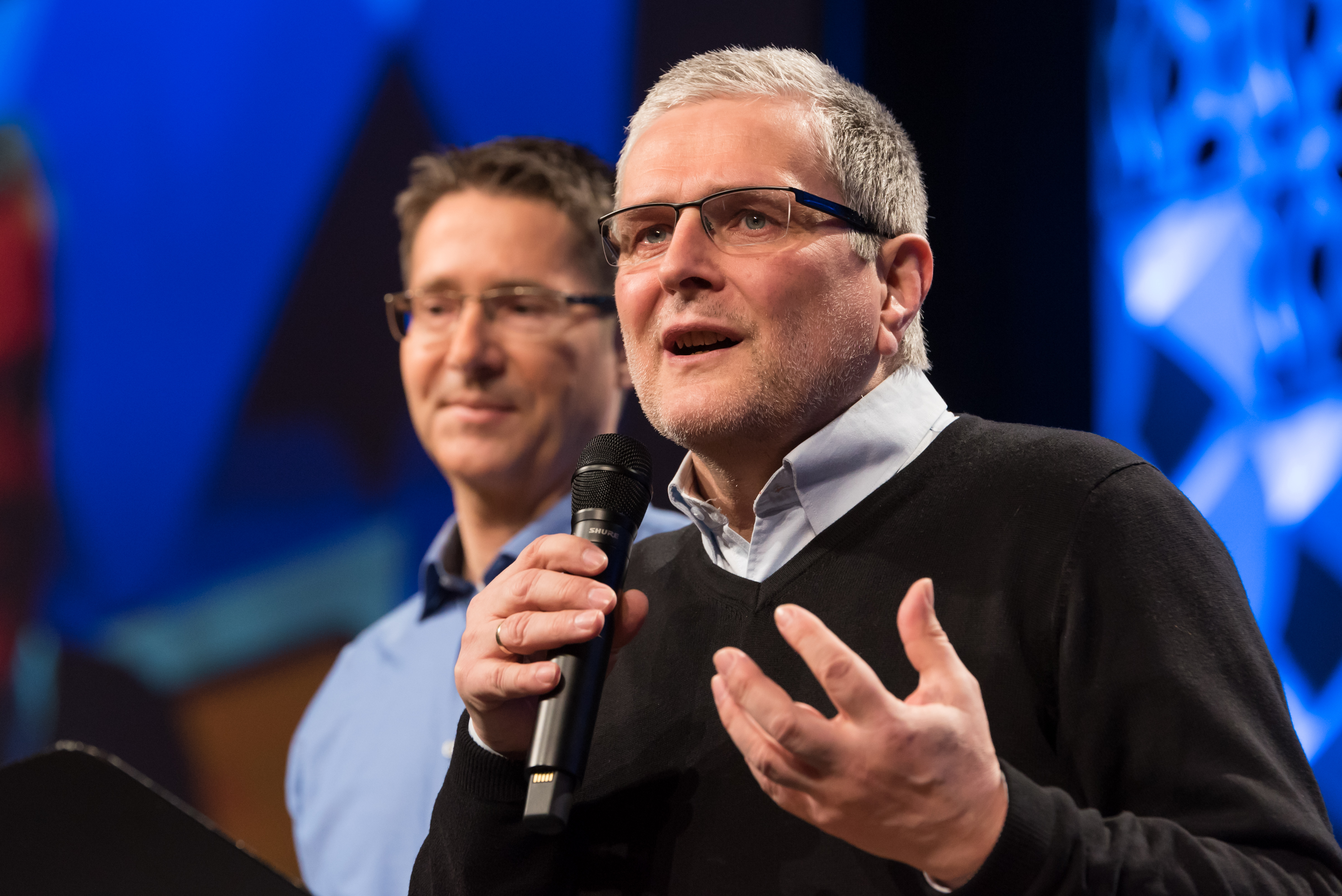
Ulrich Eggers, 2018

Ulrich Eggers (* 19. August 1955 in Bremervörde in Niedersachsen) ist ein deutscher Redakteur, Publizist, evangelischer Theologe, freikirchlicher Pastor, Buchautor, langjähriger Verlagsleiter und Geschäftsführer der Stiftung Christlicher Medien (SCM).

## Leben
Eggers ist ein Sohn des norddeutschen Zimmermanns und freikirchlichen Predigers Wilhelm Eggers und seiner Frau Erika. Er hat zwei ältere Brüder Otto (* 1941) und Dieter (* 1949). Wegen Gemeindewechsel des Vaters zog die Familie 1960 nach Stade und 1968 nach Cuxhaven. Wegen einer Asthmaerkrankung war er als Kind oft krank, trotzdem engagierte er sich für andere Kinder und Jugendliche. Schon als Jugendlicher gründete er 1972 mit Erhard Diehl die Zeitschrift Jugendinfo, 1976 arbeitete er bei der Zeitschrift Pflüger mit. Von 1977 bis 1984 studierte er evangelische Theologie und Geographie an der Universität Hamburg. 1979 unterbrach er sein Studium, um die Redaktion des neuen christlichen Jugendmagazins Punkt des Bundes-Verlags in Witten zu übernehmen. 1980 und 1982 veranstaltete er mit Andreas Malessa, Dieter Martschinke und Bernd Groth christliche Musikfestivals Commusication und Commusicultur im Hamburger Congress Centrum, die bis zu 8.500 Besucher anzogen. Dies war ein Meilenstein für die christliche Popmusik- und Kulturszene des deutschen Sprachraums.
Eggers hat sich auch mit verschiedenen christlichen Formen gemeinschaftlichen Lebens auseinandergesetzt; über die täuferische, deutschsprachige Gemeinschaft der Hutterer in den USA, die er 1983 und 1984 besuchte, schrieb er 1985 sein erstes Buch Gemeinschaft lebenslänglich. Deutsche Hutterer in den USA. 1982 war er Mitbegründer der Lebensgemeinschaft Weggemeinschaft e. V., die 1985 das Tagungszentrum Dünenhof in Berensch bei Cuxhaven kaufte, aufbaute und 1987 bis 2021 betrieb. 2004 konnte das benachbarte Posterholungsheim als Dünenhof Ferienhotel übernommen werden.
1990 wurde Eggers in die Pastorenschaft des Bundes Freier evangelischer Gemeinden in Deutschland aufgenommen. 1992 erfolgte die Gründung des christlichen Familienmagazins family, und 1996 war der Start der Zeitschrift AufAtmen. 1997 gründete er mit Hartmut Steeb und Eberhard Mühlan das christliche Spring-Festival nach dem Vorbild des englischen Kulturfestivals Spring Harvest. Es findet an wechselnden Standorten in Deutschland statt und wird heute von der Deutschen Evangelischen Allianz getragen. 2000 gründete er das Forum Aufatmen in Bad Blankenburg, wo sich Christen unterschiedlicher Konfession, Tradition und Ausprägung begegnen können. Mit seiner Frau Christel gründete er 2001 das Frauenmagazin Joyce. Bis 2024 hatte er den Vorsitz von Willow Creek Deutschland/Schweiz inne, einer Organisation, die seit 1996 neue Wege und Formen im Aufbau von Kirchgemeinden im deutschsprachigen Raum anregt und fördert. Dieses Amt übernahm er 2003 von Lou Huenecke.
Von 2006 bis zu seinem Ruhestand 2021 war Eggers Verlagsleiter des SCM Bundes-Verlags in Witten. 2010 war er Mitbegründer des Jahres der Stille, später hatte er den Vorsitz der Initiative Glaube am Montag. Als Nachfolger von Frieder Trommer war er zwischen 2014 und 2018 Geschäftsführer und CEO der SCM Verlagsgruppe unter dem Dach der Stiftung Christliche Medien, die im Jahr 2000 von Friedhelm Loh gegründet wurde. Nach einer Erweiterung der Geschäftsführung auf drei Mitglieder im Oktober 2018 konzentrierte er sich auf die Rolle als verlegerischer Geschäftsführer und geistlicher Leiter der Gruppe. Zu dieser Verlagsgruppe gehören die Marken SCM Hänssler und SCM R. Brockhaus in Holzgerlingen, Gerth Medien und adeo-Verlag in Asslar und der SCM Bundes-Verlag in Witten, das als evangelisches Zeitschriftenhaus mit 16 Zeitschriften einer der Marktführer im evangelischen Pressemarkt ist. Er ist Mitglied beim Christlichen Medienverbund KEP e. V., im ERF-Verein und war bis 2022 im Hauptvorstand der Deutschen Evangelischen Allianz.

## Familie
Eggers ist seit 1979 mit Christel Eggers, geborene Pannen, verheiratet, sie haben vier erwachsene Kinder, einige Enkelkinder und leben in Cuxhaven an der Nordsee.

## Wirken und Kritik
Eggers war Vordenker und ist Ideengeber vieler christlicher Projekte im deutschsprachigen Raum. Als Redakteur, Gründer von Veranstaltungen und Verlagsleiter hat er viele innovative Autoren und Künstler aus dem englischen und andern Sprachräumen entdeckt und nach Deutschland gebracht. Christlicher Glaube ist für ihn nach eigener Aussage Gottesbegegnung, verbindliche Gemeinschaft und authentischer Lebensstil mit Relevanz in Alltag, Gesellschaft und Kultur. Zur Stärkung dieser Sichtweise hat er auch die Zeitschrift AufAtmen gegründet und das Buch Ehrlich glauben geschrieben. Ähnlich wie in der frühchristlichen Kirche, als Gemeinden als Krankenhäuser Gottes angesehen wurden, fördert er in Gemeinschaften, Kleingruppen und Beziehungen ein Klima der Barmherzigkeit, Wahrheit und Freiheit, statt einer Kultur des Idealismus, Moralismus und der Abgrenzung. Daher setzt er sich auch dafür ein, dass Menschen und Organisationen unterschiedlicher christlicher Konfessionen sich begegnen können und besser zusammenarbeiten lernen. Eggers kritische Selbsteinschätzung des evangelikalen Milieus, sein überkonfessionelles Engagement und die Zusammenarbeit mit Charismatikern und Katholiken rufen nebst viel Zustimmung auch Widerspruch und Kritik von konservativen Evangelikalen hervor.

## Veröffentlichungen

### Bücher
- Gemeinschaft lebenslänglich. Deutsche Hutterer in den USA. Brockhaus, Wuppertal 1985. ISBN 978-3-8137-3232-0 (3. Auflage 1992. ISBN 978-3-417-20395-0)
- Kirche neu verstehen. Erfahrungen mit Willow Creek. Hänssler, Holzgerlingen 2005, ISBN 3-7751-4397-1.
- Lobe … und du lebst. Mit den Psalmen durch das Jahr. Brockhaus, Witten 2008, ISBN 978-3-417-26258-2.
- Lobe … und du lebst. Mit den Psalmen durch das Jahr. Brockhaus, Witten 2009, ISBN 978-3-417-26306-0.
- Leben an der Quelle. 365 Mal aufatmen. Brockhaus, Witten 2012, ISBN 978-3-417-26478-4.
- Ehrlich glauben. Warum Christen so leicht lügen. Brockhaus, Witten 2013, ISBN 978-3-417-26551-4.
- Überrascht von Gott. Unterwegs zu neuem Vertrauen. Brockhaus, Witten 2014, ISBN 978-3-417-26584-2.
- Heimat. Warum wir wissen müssen, wo wir zu Hause sind. Brockhaus, Witten 2019, ISBN 978-3-417-26852-2.

als Mitautor
- mit Rolf Zwick: Was Deutschland jetzt braucht. Hänssler, Holzgerlingen 2005. ISBN 978-3-7751-4468-1.
- mit Christel Eggers: Warum wir uns noch immer lieben. Hänssler, Holzgerlingen 2006. ISBN 978-3-7751-4512-1.
- mit Thomas Härry: Der Ideen-Entzünder. Von der Treue im Großen, mutigen Entscheidungen und dem Glauben am Montag – Eine Biografie im Dialog.  SCM R. Brockhaus, Holzgerlingen 2022, ISBN 978-3-417-26902-4.

als (Mit)Herausgeber
- mit Rudolf Westerheide und Markus Spieker: Der E-Faktor., Brockhaus, Witten 2005, ISBN 978-3-417-24925-5.
- Heimat. Warum wir wissen müssen, wo wir zu Hause sind. SCM R.Brockhaus, Witten 2018, ISBN 978-3-417-26852-2.
- mit Michael Diener: Mission Zukunft. Zeigen, was wir lieben: Impulse für eine Kirche mit Vision. SCM R. Brockhaus, Witten 2019, ISBN 978-3-417-26873-7.
- Gott suchen in der Krise: Glaube und Corona. SCM R. Brockhaus, Witten 2020, ISBN 978-3-417-26943-7.
- Wach! Aufmerksam werden für den verborgenen Gott – ein Lesebuch zu 25 Jahren "Aufatmen". SCM R. Brockhaus, Holzgerlingen 2021, ISBN 978-3-417-26972-7.
- mit Daniela Mailänder: Auf Augenhöhe: Warum Frauen und Männer gemeinsam besser sind – Ein Plädoyer. SCM R. Brockhaus, Witten 2022, ISBN 978-3-417-00022-1.

### CDs
- Stille Zeit im Auto. Folgen 1–5 Sonderedition. Fünf mal fünf – Impulse für unterwegs. ISBN 978-3-86666-108-0.
- Stille Zeit im Auto 1. Geistliche Impulse für unterwegs. Folge 1, ISBN 978-3-89562-875-7.
- Stille Zeit im Auto 2. Geistliche Impulse für unterwegs. Folge 2, ISBN 978-3-89562-894-8.
- Stille Zeit im Auto 3. Geistliche Impulse für unterwegs. Folge 3, ISBN 3-89562-943-X.
- Stille Zeit im Auto 4. Geistliche Impulse für unterwegs. Folge 4, ISBN 3-86666-008-1.
- Stille Zeit im Auto 5. Geistliche Impulse für unterwegs. Folge 5, ISBN 978-3-86666-033-5.
- Stille Zeit im Auto 6. Geistliche Impulse für unterwegs. Folge 6, ISBN 978-3-86666-052-6.
- Stille Zeit im Auto 7. Geistliche Impulse für unterwegs. Folge 7, ISBN 978-3-86666-091-5.
- Tiefe Wurzeln, gute Früchte. Geistliche Texte, ISBN 978-3-89562-944-0.